# Tanacetum zangezuricum
Tanacetum zangezuricum — вид рослин з родини айстрових (Asteraceae), ендемік Південного Кавказу.

## Опис
Багаторічна трава 10–30 см. Стебла численні. Листки вузькі, перисторозсічені, злегка м'ясисті, гострі. Квіткові голови поодинокі, з 1 рядом білих язичкових квіток та жовтими, 4-зубчастими трубчастими квітками. Сім'янки з 5–6 поздовжніми ребрами.

## Середовище проживання
Ендемік гір півдня Вірменії й південного сходу Азербайджану; зростає на скелях в альпійському поясі.
Росте на висотах 2500–3600 метрів над рівнем моря, на кам'янистих схилах. Цвіте у червні й липні, плодоносить у липні й серпні.

## Загрози й охорона
Основною правдоподібною загрозою для виду є глобальні зміни клімату.
Заходи збереження не застосовуються.